# Ngựa Colorado
Ngựa Colorado (Colorado Ranger) là một giống ngựa từ vùng Colorado High Plains ở Hoa Kỳ. Giống ngựa này có nguồn gốc từ hai con ngựa giống nhập từ Thổ Nhĩ Kỳ đến bang Virginia của Hoa Kỳ vào cuối những năm 1800. Những con ngựa đực này sau đó được lai tạo để nuôi ngựa ở Nebraska và Colorado, và vào đầu những năm 1900, hai con ngựa đực mà mỗi con ngựa đăng ký Colorado Ranger theo dõi đều được đánh bắt. Giống ngựa này được chủ trại Mike Ruby, người sáng lập ra Hiệp hội Ngựa Ranger Colorado năm 1935.
Giới hạn thành viên đăng ký ban đầu đã khiến nhiều ngựa Colorado Ranger được đăng ký thay vì ngựa Appaloosa, nhưng nghiên cứu phả hệ vẫn đang tiếp tục phát hiện thêm những con ngựa, những con ngựa giống gốc. Đến năm 2005, hơn 6.000 con ngựa Colorado Ranger đã được đăng ký. Giống ngựa Colorado Rangers có thể có bất kỳ màu sắc đơn hoặc mang theo mô hình đốm báo hoặc biến thể Pinto và ngựa sơn Mỹ (American Paint Horse) chăn nuôi không được phép, cũng không được nuôi ngựa kéo và ngựa. Colorado Ranger ngựa có thể được đăng ký kép với Appaloosa Horse Club, và khoảng 90 phần trăm. 